# 헤클러운트코흐 HK417
헤클러&코흐 HK417은 HK416을 기반으로 7.62 x 51mm NATO 탄을 사용하는 전투소총이다. HK416과 마찬가지로 가스 작동식(쇼트 스트로크 가스 피스톤 방식), 회전 노리쇠 방식으로
작동한다. FN SCAR-H처럼 전자동 사격시에 반동이 7.62 × 51 mm NATO탄을 쓰는 다른 소총들보다 상대적으로 작다.
노르웨이, 네덜란드 군에서 소수 운용 중이다.
독일 연방군에서도 G36전량을 HK417로 교체하였다.

## 같이 보기
- 헤클러운트코흐 HK416